# جيريمي لوت
جيريمي لوت (بالإنجليزية: Jeremy Lott)‏ هو كاتب أمريكي، ولد في 1 أكتوبر 1978.